# Hôtel de ville du Bourget
L’hôtel de ville du Bourget est le principal bâtiment administratif du Bourget, dans le département de Seine-Saint-Denis, en France. Il est situé avenue de la Division-Leclerc.

## Historique
L'ancienne mairie se trouvait sur la route de Flandre, et resta en service jusque dans les années 1950.
Un nouveau bâtiment fut construit de 1930 à 1936, sous la pression de l'augmentation de la population.
Il a été reconstruit après les graves dommages causés par l'opération Starkey en 1943.

## Description
Le bâtiment en maçonnerie de briques a été construit selon les plans des architectes Charles Luciani et Toussaint Contresti basés sur le style Art Déco,.

## Mobilier
Il contient plusieurs tableaux représentant la guerre franco-allemande de 1870 et de la Première Guerre mondiale, notamment deux toiles de Charles Fouqueray.